# Алея чудес
«Алея чудес» (ісп. El callejón de los milagros) — мексиканський драматичний фільм 1995 року, створений режисером Хорхе Фонсом за однойменним романом (1947) єгипетського письменника Нагіба Махфуза, дію якого перенесено з Каїру 1940-х років до небагатого передмістя Мехіко 1990-х років.

## Сюжет
Дон Рутіліо, власник бару, після тридцяти років шлюбу закохується у Джиммі, молодого продавця з галантерейної крамниці. Чава, син дона Рутіліо, дізнавшись про це, нападає на Джиммі, і, вважаючи що вбив його, втікає до США, вмовивши свого друга Абеля їхати з ним.
На той час Абелю вдалося завоювати прихильність красуні Альми. Від'їжджаючи до США, він розраховує заробити грошей, щоб одружитися з нею. Альма обіцяє чекати на нього, але скоро погоджується вийти заміж за дона Фіделя, багатого торговця прикрасами. Незадовго до весілля дон Фідель помирає наглою смертю, після чого Альма потрапляє під вплив Хосе Луїса, власника дорогого будинку розпусти, йде з дому і стає повією.
Донья Ката, мати Альми, передрікає старій діві доньї Сусані, хазяйці будинку, де мешкають Ката і родина дона Рутіліо, скору зустріч з чоловіком її мрії. Цим чоловіком виявляється Гічо, який працює барменом у дона Рутіліо.
Кілька років потому Чава повертається додому з дружиною та маленьким сином. Дізнавшись, що у нього з'явився онук, дон Рутіліо мириться з сином. Абель по поверненню дізнається, яка доля спіткала його наречену. Він вирішує помститися Хосе Луїсові, але в результаті сам помирає на руках своєї коханої.

## У ролях
| Актор                | Роль            |
| -------------------- | --------------- |
| Ернесто Гомес Крус   | дон Рутіліо     |
| Марія Рохо           | донья Ката      |
| Сальма Гаєк          | Альма           |
| Бруно Бічір          | Абель           |
| Делія Касанова       | Эусебія         |
| Маргарита Санс       | донья Сусана    |
| Хуан Мануель Берналь | Чава            |
| Луїс Феліпе Товар    | Гічо            |
| Даніель Хіменес Качо | Хосе Луїс       |
| Естебан Соберанес    | Джиммі          |
| Тіаре Сканда         | Мару            |
| Альваро Карканьйо    | доктор Бельтран |
| Абель Вулріч         | Сакаріас        |
| Оскар Йолді          | Убальдо         |
| Клаудіо Обрегон      | дон Фідель      |
| Джина Моретт         | донья Флор      |
| Едуардо Борха        | Макаріо         |

## Нагороди та номінації
Арієль (1995)
- Найкращий фільм.
- Найкращий режисер (Хорхе Фонс).
- Найкращий сценарій (Вісенте Леньєро).
- Найкраща акторка (Маргарита Санс).
- Найкращий актор другого плану (Луїс Феліпе Товар).
- Найкращі костюми (Хайме Ортіс).
- Найкращий монтаж (Карлос Саваж).
- Найкращий грим (Ельвіра Ромеро).
- Найкраща оригінальна музична тема або пісня (Лусія Альварес).
- Найкраща музика до фільму (Лусія Альварес).
- Найкращий художник-постановник (Карлос Гутьєррес).
- Номінація на найкращу акторку (Сальма Гаєк).
- Номінація на найкращого актора (Ернесто Гомес Крус).
- Номінація на найкращу акторку другого плану (Тіаре Сканда).
- Номінація на найкращого актора другого плану (Даніель Хіменес Качо).
- Номінація на найкращого актора другого плану (Естебан Соберанес).
- Номінація на найкращу акторку в епізоді (Делія Касанова).
- Номінація на найкращу акторку в епізоді (Марія Рохо).
- Номінація на найкращого актора в епізоді (Оскар Йолді).
- Номінація на найкращу операторську роботу (Карлос Маркович).
- Номінація на найкращий звук (Давид Бакст)

Гойя (1996)
- Найкращий іноземний фільм іспанською мовою.

Берлінський міжнародний кінофестиваль (1995)
- Номінація на Золотого ведмедя.
- Спеціальне згадування.

Міжнародний кінофестиваль у Вальядоліді (1995)
- Премія Срібний колос за найкращий фільм.
- Найкращий актор (Бруно Бічір).
- Номінація на премію Золотий колос за найкращий фільм.

Кіноіфестиваль Грамаду (1995)
- Премія Золотий Кікіто найкращому режисерові (Хорхе Фонс).
- Премія Золотий Кікіто найкращій акторці другого плану (Маргарита Санс).
- Номінація на найкращий латиноамериканський фільм.

Гаванський кінофестиваль нового латиноамериканського кіно (1995)
- Премія Великий корал.
- Найкращий режисер (Хорхе Фонс).
- Найкращий сценарій (Вісенте Леньєро).

Міжнародний кінофестиваль у Чикаго (1995)
- Приз глядацьких симпатій.